# Takako Oguchi
Takako Oguchi (Japans: 小口 貴子, Oguchi Takako) geboren als Takako Ōmukai (Japans: 大向 貴子, Ōmukai Takako) (Wajima, 8 augustus 1984) is een Japans skeletonster.

## Carrière
Ogucho maakte haar wereldbeker debuut in het seizoen 2013/14 en bleef actief in de wereldbeker tot in 2017/18. Ze nam ook deel aan drie wereldkampioenschappen met als beste resultaat een 21e plaats in 2017.
Ze nam in 2018 deel aan de Olympische Winterspelen waar ze een 19e plaats behaalde.

## Resultaten

### Olympische Spelen
| Jaar | Plaats      | Resultaat |
| ---- | ----------- | --------- |
| 2018 | Pyeongchang | 19e       |

### Wereldkampioenschappen
| Jaar | Plaats     | Resultaat       |
| ---- | ---------- | --------------- |
| 2015 | Winterberg | 24e Individueel |
| 2016 | Igls       | 23e Individueel |
| 2017 | Königssee  | 21e Individueel |

### Wereldbeker
| Eindklasseringen \| Seizoen \| Rang \| \| --------- \| ---- \| \| 2013/2014 \| 28e \| \| 2014/2015 \| 19e \| \| 2015/2016 \| 22e \| \| 2016/2017 \| 26e \| \| 2017/2018 \| 23e \| |      |
| Seizoen | Rang |
| 2013/2014 | 28e  |
| 2014/2015 | 19e  |
| 2015/2016 | 22e  |
| 2016/2017 | 26e  |
| 2017/2018 | 23e  |